# إم دي 500
إم دي 500 (بالإنجليزية: MD Helicopters MD 500) هي مروحية متعددة الأغراض أنتجت في 1976. دخلت الخدمة في 1982، ومازالت في الخدمة حتى الآن. صنع منها 4,700 طائرة.